# Esplas-de-Sérou
Esplas-de-Sérou é uma comuna francesa na região administrativa de Occitânia, no departamento de Ariège.